# Ingeborg Vinther
Ingeborg Helena Vinther (født Joensen, 11. maj 1945 i Vágur) er en tidligere færøsk fagforeningsleder og politiker (Javnaðarflokkurin og Verkamannafylkingin).
Hun kommer fra en arbejder-familie i Vágur på Suðuroy, faderen var der, delagtig i opbygningen af fagbevægelsen og det sosialdemokratiske parti, Javnaðarflokkurin. Moderen var hjemmearbejdende husmor med syv børn. Ingeborg Vinther arbejdede på fiskefabrikker på Færøerne og Island i 17 år, hun stiftede familie i Vágur, og tog kurser i pædagogik og ledelse. I 1977 blev hun valgt ind i hovedbestyrelsen i Føroya Arbeiðarafelag, (FA) er Færøernes største lønmodtagerorganisation) som hun sad formand mellem 1980 og 2011. Hun er fagforeningens længst sidende og første kvindelige formand. I Vinthers formandsperiode fik Føroya Arbeiðarafelag blandt andet indflydelse på, at ligeløn for kvinder og mænd blev gennemført i 1977 og at den færøske arbejdsløshedsforsikring af 1992 blev grundlagt. Hun stod også centralt i at etablere den færøske arbejdsformidling, Arbejdsformidlingen (ALS), i 1992.
Vinther har været og er stadig (2015) aktiv i Javnaðarflokkurin. Før valget i 1994 var hun blandt kræfterne i fagbevægelsen som dannede partiet Verkamannafylkingin, i protest mod Javnaðarflokkurins håndtering af Finanskrisen på Færøerne 1989–1995. Vinther blev valgt til Lagtinget for Verkamannafylkingin for valgkredsen Suðuroy, som første kvinde fra denne valgkreds. Vinther var medlem af Lagtingets markedsudvalg, Lagtingets velfærdsudvalg og Lagtingets kulturudvalg. Indre splid gjorde at hun ikke forsøgte genvalg ved valget i 1998. Verkamannafylkinginblev ikke genvalgt og blev opløst efter valget.
Ingeborg Vinther udviklede i sin formandstid Føroya Arbeiðarafelag til et moderne forbund, der er en aktiv modspiller i alle samfundsspørgsmål. Hun er kendt for sin kontante og kompromisløse stil og har synliggjort den færøske kvinde som en aktiv deltager i det offentlige liv.

## Ekstern henvisning og kilde
- www.kvinfo

| Portal | Portal:Færøerne |